# Ostedes subfasciata
Ostedes subfasciata är en skalbaggsart som beskrevs av Masaki Matsushita 1933. Ostedes subfasciata ingår i släktet Ostedes och familjen långhorningar.
Artens utbredningsområde är Taiwan. Inga underarter finns listade i Catalogue of Life.